# Ostensions dorachonnes
Les ostensions du Dorat participent aux ostensions limousines, qui se célèbrent tous les sept ans. Au Dorat les reliques concernées sont celles de saint Israël et de saint Théobald, qui vécurent au XIe siècle. Ces fêtes religieuses s'étendent de la Mi-Carême au dimanche de la Trinité. En 2009, se sont déroulées les cinquantièmes ostensions du Dorat.

## Historique
L'origine des ostensions dans le diocèse de Limoges remonte à 994. Cette année-là, la région fut frappée du mal des ardents, provoqué par les germes des épis de seigle qui étaient mangés lors de grande famine. Il provoquait d'atroces souffrances, et une mort certaine. Pour conjurer ce fléau, le clergé exposait à la vénération publique les reliques des saints patrons locaux. Au cours des siècles, les ostensions s'étendirent à d'autres villes que Limoges, et adoptèrent un rythme septennal. L'année des ostensions, Le Dorat fait revivre avec solennité les vieilles traditions et toute la population y prend part, donnant un éclat extraordinaire à cette manifestation.
En 1445, Jean Barton de Montbas, abbé du Dorat, conseiller du roi au parlement de Paris, président aux enquêtes, érigea, en la collégiale Saint-Pierre du Dorat, une confrérie en l’honneur de saint Israël et de saint Théobald. Elle fut confirmée par le pape Alexandre VII, le 22 juillet 1659, et immédiatement approuvée par François de la Fayette, évêque de Limoges, qui autorisa alors des ostensions du Dorat. En souvenir de ces premières ostensions, la garde à cheval des chasses est en uniforme de mousquetaires. 
En 1792, Jean-Claude Bonnet, curé constitutionnel, craignant les réactions de la population, pensa dans un premier temps ne pas célébrer les ostensions. Les administrateurs du district refusèrent de le suivre. Mais, à fin d'éviter tout incident, l'habitude fut prise de faire escorter la procession d'hommes en arme.
Elles n'eurent pas lieu en 1799, seule interruption depuis 1659.
En 1801, avec le concordat, Jacques de Vérine reprit ses fonctions de curé, qu'il avait assumées de 1775 à 1791. Avec Charles Boucheul, syndic de la confrérie, ils mirent tout en œuvre pour que les ostensions pussent être célébrées en 1806. Cette année-là et en 1813, ceux qui avaient participé aux campagnes de l'Empire profitèrent de l'occasion pour ressortir leurs uniformes, d'où la tradition du port d'uniformes de cette époque. 
En 1848 et 1855, l'escorte fut assurée par la garde nationale.
Le poète Charles Blanchaud estima à 30 000 les participants aux ostensions de 1883.

## La confrérie
La confrérie, dont les premiers statuts remontent à 1495, a obtenu la permission d'exhumer les reliques de saint Israël et saint Théobald, et de les placer dans deux chasses de bois doré. Cette confrérie, placée sous la responsabilité d’un syndic, joue encore un rôle essentiel dans les ostensions du Dorat. Jusqu'à la veille de la Révolution, le syndic était un chanoine du chapitre du Dorat, assisté de deux confrères porteurs. Depuis, la charge est assumée par un laïc. En 1801, la confrérie a repris les armes du chapitre du Dorat. Ses statuts sont régulièrement actualisés. La dernière mise à jour date de 2000.
Les confrères, tous des hommes, devaient être 16. Leur rôle était d’assister aux cérémonies, d’accompagner les processions, d’apporter des secours aux pauvres et d’exercer des actions de piété et de charité. L’honneur de porter les châsses des deux saints leur était réservé, à charge pour eux d’entretenir la chapelle du cimetière, bâtie sur le lieu de leur sépulture, et de veiller à la conservation des reliques. 
Le nombre des confrères est aujourd’hui de 24, auxquels s’ajoutent des confrères honoraires. Les confrères doivent remplir un certain nombre de conditions, parmi lesquelles être un chrétien pratiquant et actif dans la vie paroissiale et être physiquement en état de porter les châsses. Le syndic est assisté d’un trésorier et d’un secrétaire. Son mandat dure sept ans et ne peut être renouvelé qu’une fois. Les confrères portent un costume sombre et des gants blancs. Une écharpe constituée d’une bande rouge et d’une bande verte les ceint de l’épaule droite au côté gauche. Ils assistent en corps à toutes les grandes cérémonies et accompagnent les reliques du Dorat aux ostensions des autres villes.

## Les syndics de la confrérie depuis la Révolution
- 1790 - Charles Boucheul
- 1817 - François-Théobald Chamblet
- 1822 - Pierre-Sylvain Chamblet, fils du précédent
- 1836 - Joseph Boucheul
- 1865 - Alphonse Ducoux
- 1875 - Stanislas Ducoux, fils du précédent
- 1911 - Joseph Ducoux, fils du précédent
- 1923 - Lucien Maréchal
- 1939 - Gaston Jardel
- 1945 - Albert Dunoyer
- 1965 - Luc de Beauvais
- 1966 - Jean Ducoux
- 1996 - Martial Gaté
- 2002 - Sylvain Marsaudon

## Les paroisses participantes
Depuis l’origine, 44 paroisses sont invitées à participer aux ostensions du Dorat, dont: 
- Azat-le-Ris
- Saint-Amand-Magnazeix
- Balledent
- Berneuil
- Blanzac
- Saint-Bonnet-de-Bellac
- Brigueil-le-Chantre
- Bussière-Poitevine
- Coulonges
- Darnac
- Dinsac
- Dompierre-les-Églises
- Droux
- Fromental
- Saint-Hilaire-la-Treille
- Jouac
- Saint-Junien-les-Combes
- La Bazeuge
- La Croix-sur-Gartempe
- Lathus-Saint-Rémy
- Saint-Léger-Magnazeix
- Lussac-les-Églises
- Saint-Martial-sur-Isop
- Saint-Martin-le-Mault
- Mézières-sur-Issoire
- Moulismes
- Moutier
- Oradour-Saint-Genest
- Saint-Ouen-sur-Gartempe
- Saint-Pardoux
- Peyrat-de-Bellac
- Saint-Priest-le-Betoux
- Rancon
- Saint-Rémy-en-Montmorillon
- Saint-Sornin-la-Marche
- Saint-Sornin-Leulac
- Tersannes
- Thiat
- Verneuil-Moustiers
- Villefavard

Ces paroisses appartiennent majoritairement au diocèse de Limoges, les autres au diocèse de Poitiers. Certaines sont éloignées, alors que d’autres, proches, n’en font pas partie. L’absence de Bellac ou de Magnac-Laval se justifie par l’organisation de leurs propres ostensions avant la Révolution et par leur indépendance vis-à-vis du chapitre du Dorat, alors que dans la plupart des autres paroisses, le chapitre avait des droits spirituels et temporels.
Une garde armée escorte les reliques des paroisses qui traversent la campagne pour rejoindre les ostensions du Dorat. Cette garde se compose d’hommes de tous âges, y compris des adolescents, et parfois des enfants qui participent à leurs premières ostensions.

## 2009
Le 21 mars, le drapeau rouge et vert, après avoir été béni, fut présenté dans toute la ville, puis hissé au clocher de l'horloge. 
Le dimanche 12 avril, jour de Pâques, à 9 h 45, la garde, les sapeurs et les mousquetaires, accompagnés de l'harmonie du Dorat, se sont présentés à la population. Puis fut célébrée une messe solennelle. 
À 18 h, après une autre messe, eut lieu la cérémonie de sortie et l'exposition des châsses des deux saints patrons, accompagnées par les confrères. 
Lundi 13 avril, la cérémonie solennelle d'ouverture fut présidée par le père abbé de Ligugé. Une dizaine de communes y ont participé.
Samedi 6 juin, après-midi, une trentaine de communes, reçues selon le cérémonial traditionnel, participèrent à la clôture. Aux portes de la ville, était posté un piquet de gardes. Au son des tambours, arriva le cortège de chaque paroisse avec ses fusils, ses croix, ses écharpes, ses bannières. Alors, s'avancèrent les gardes, le cortège s'arrêta: "Qui vive, ? Quelle paroisse ? …. Que venez vous faire dans tout cet appareil ? - Nous venons vénérer saint Israël et saint Théobald!- Vos fusils sont-ils chargés ? Non ! Alors entrez dans la ville !" Dès que les prélats eurent pris place, la grand-messe commença dans une église comble, environ 2 000 personnes à l'intérieur de l'église et trois à quatre fois plus à l'extérieur. Quand la messe fut terminée la procession commença dans les rues de la cité. Les mousquetaires à cheval ouvrirent la marche et derrière suivirent les paroisses interprétant des sujets religieux ou d'actualité. La paroisse du Dorat ferma la marche entourant les châsses des saints patrons portées par les confères. L'ultime bénédiction fut donnée place Charles de Gaulle autour d'un arc de triomphe édifié pour la circonstance. 
Dimanche 7 juin, à l'issue de la messe, les châsses furent rentrées dans leurs chapelles respectives.